# Kulturåret 1760

## Händelser
- Okänt datum - Joseph Haydn ingår äktenskap, men han och hans fru kom att leva åtskilda stora delar av sina liv.
- Okänt datum - John Newton lämnar sitt tidigare arbete för att arbeta i kyrkan, där han komponerar psalmer och hymner.
- Okänt datum - Memoirs of the Life of the Late Georg Friedrich Händel (Minnen från den hädangångne G F Händel), av John Mainwaring, publiceras anonymt.
- Okänt datum - John Alcock tvingas ta avsked som organist och körledare i Lichfield Cathedral.
- Okänt datum - William Boyces Eight Symphonies publiceras av John Walsh (Händels utgivare), efter att de sista 21 åren ha komponerat oden till vokalmusik, scenmusik och ouvertyrer.
- Johann Christian Bach blir organist i Milanos Katedral.
- Okänt datum - Johann Baptist Vanhal åker till Wien för att ta lektioner av Carl Ditters von Dittersdorf.

## Nya verk
Språkvetenskap
- Anmärkningar öfver 2 skrifter om svenska skrif- och stafningssättet av Sven Hof

Opera
- Thomas Arne - Thomas och Sally
- Johann Christian Bach - Artaserse
- Johann Adolph Hasse - Alcide al Bivio
- Vincenzo Manfredini - Semiramide
- Jean-Philippe Rameau - Les Surprises de l'amour

Musik
- Johann Albrechtsberger - Stråkkvartett i D
- William Boyce - Eight Symphonies
- François Joseph Gossec - Grande Messe des Morts
- Michael Haydn - Concerto for Violin in B flat major

## Födda
- 2 mars - Christina Charlotta Cederström (död 1832), svensk poet, konstnär, tecknare och författare.
- 10 maj - Claude Joseph Rouget de Lisle (död 1836), fransk författare och kompositör.
- 16 juni - Louise Contat (död 1813), fransk skådespelare
- 25 oktober - Maria Petronella Woesthoven (död 1830), holländsk författare
- 31 oktober - Katsushika Hokusai (död 1849), japansk ukiyo-ekonstnär.
- oktober - Fredrica Löf (död 1813), Dramatens första kvinnliga stjärna.
- okänt datum - Pehr Sundin (död 1827), jämtsk konstnär.
- okänt datum - Antoine Bournonville (död 1843), fransk balettdansör, aktiv i Sverige och Danmark.
- okänt datum - Charlotte Slottsberg (död 1800), Sveriges första kända stjärna inom baletten.
- okänt datum - Lemuel Francis Abbott (död 1802), engelsk porträttmålare.
- okänt datum - Mette Marie Astrup, dansk skådespelare (död 1834)
- okänt datum - Helena Maria Ehrenstråhle, svensk poet (död 1800)

## Avlidna
- 9 maj - Nikolaus Ludwig von Zinzendorf (född 1700), tysk präst.
- okänt datum - Emerentia Polhem (född 1703), svensk författare.
- okänt datum - Nezim Frakulla (född omkring 1680), albansk-bektashi poet.
- Friederike Caroline Neuber (född 1697), tysk skådespelare och teaterdirektör